# Caffrocrambus luteus
Caffrocrambus luteus là một loài bướm đêm trong họ Crambidae.